# Age of Adventure
Age of Adventure (冒険狂時代, Boukenkyou Jidai) is een shonen manga van Osamu Tezuka. De strip werd van januari 1951 tot en met augustus 1953 uitgegeven in het tijdschrift Shonen Shojo Bokeno.
In 2015 werd de strip naar het Engels vertaald door DMP’s Digital Manga Guild als een digitale uitgave.

## Verhaal
In het jaar 1876 reist de jongen Takonosuke Arashi samen met een Japanse groep afgezanten naar de Verenigde Staten om er handelsverdragen te onderhandelen. Het schip wordt echter aangevallen door piraten op de Caraïbische Zee. Takonosuke en de andere overlevenden krijgen een halve schatkaart van de Britse priester Picar. Alvorens ze in veiligheid komen, worden ze uiteengedreven door een tornado. Elk van hen belandt op een andere locatie in Amerika: Takonosuke landt in de Nevadawoestijn.
In Nevada horen de café-eigenaar Ham Egg en de crimineel Wild Bill Hecock over de schatkaart. Ze gaan op zoek naar het andere deel van de kaart. Ze zijn echter niet de enigen: Monte Christo, Arsène Lupin en andere kleurrijke figuren hebben het ook op de kaart gemunt.

## Personages
In Age of Adventure maakt Tezuka gebruik van zijn Sterrenstelsel en hergebruikt hij personages uit andere reeksen.
- Takonosuke Arashi
- Monte Christo
- Pochi/Shiro/Pesu/Inu (de hond heeft 4 namen)
- De Rode Hertog als "Wild Bill Hecock"
- Ham Egg als zichzelf
- Prinses Furari
- Dokter Yashimu
- Aritake Chikara als "Louise Bamba"
- Prinses Maria
- Marokkaanse panter
- Arsène Lupin